# Comuna Hornostaipil, Ivankiv
Hornostaipil (în ucraineană Горностайпіль) este o comună în raionul Ivankiv, regiunea Kiev, Ucraina, formată din satele Hornostaipil (reședința), Hubîn și Laputkî.

## Demografie
Componența lingvistică a comunei Hornostaipil
     Ucraineană (96,04%)
     Rusă (3,44%)
     Alte limbi (0,09%)
Conform recensământului din 2001, majoritatea populației comunei Hornostaipil era vorbitoare de ucraineană (96,04%), existând în minoritate și vorbitori de rusă (3,44%).